# Harald Gråfäll
Harald Eriksson Gråfäll (Haraldr gráfeldr, där "gråfäll" är ett noanamn för "varg"), född cirka 935 och mördad år 970 i Jylland, var en norsk kung. Han var son till Erik I Blodyx och Gunhild Gormsdotter, sonson till Harald Hårfager och dotterson till Gorm den gamle av Danmark.
Harald blev omkring 961 kung i spetsen för sina bröder, de så kallade Gunnhildsönerna. Hans rike omfattade Vestlandet, Trøndelag och Hålogaland. En mot dem ytterst fientlig tradition tillskriver dem en rad missgärningar och deras regeringstid skall ha varit en av svår svält. De skall bland annat ha låtit dräpa Ladejarlen Sigurd. Dennes son Håkon Sigurdsson skall då ha gjort uppror, besegrats och sedan flytt till Danmark, där han fann stöd hos sin morbror, den danske kungen Harald Blåtand. Kung Harald skall senare ha lockat Harald Gråfäll till Jylland där han blev mördad på Håkons anstiftan, troligen år 970. Harald Gråfäll var den förste norske kung som lade under sig den norska lappmarken (denna hade dock redan beskattats av hans farfar Harald Hårfagre) och drog vinst från pälshandeln i detta område. Namnet gråfäll kom av de ludna fårullsmantlar som Harald och hans män fått i gåva av isländska köpmän. 